# 하토리 비스코
하토리 비스코（일본어: 葉鳥ビスコ）는 일본의 만화가이다.
1999년, 〈LaLa DX〉(하쿠센샤)에 실린 《한순간의 로맨스(일본어: 一瞬間のロマンス)》로 데뷔하였다. 그 후, 〈LaLa〉지에 《천년의 눈(일본어: 千年の雪)》을 연재하다가
연재를 잠시 멈추고, 〈LaLa〉지에 《오란고교 호스트부(일본어: 桜蘭高校ホスト部)》를 연재한다. 《천년의 눈》도 다시 연재하여 완결을 맺었다.
《천년의 눈》과 《오란고교 호스트부》의 단행본은 대한민국에서는 학산문화사에서 발간하였다.

## 작품 리스트
- 에고이스틱・러브
- 러브・에고이스트
- 천년의 눈(1-4권 / 완결)
- 오란고교 호스트부(1-18권 / 완결)
- 우라카타 (1-7권 / 완결)